# Временски систем
Временски системи су области усковиталног ваздуха кружног облика. Њихове висине варирају од 1 до 15 km. Они обезбеђују део климатских процеса. Временски системи заправо имају способност преношења топлоте и влаге са једног места на други. Такође су способни за велике експлозије енергије.